# Gordana Mitrović
Gordana Mitrović (* 10. September 1996 in Attendorn, Deutschland) ist eine deutsch-serbische Handballspielerin, die für den französischen Erstligisten OGC Nice Côte d’Azur Handball aufläuft.

## Karriere

### Im Verein
Mitrović begann das Handballspielen in ihrer Geburtsstadt bei der SG Attendorn Ennest. Nachdem die Rückraumspielerin anschließend für den  TV Germania Kaiserau gespielt hatte, schloss sie sich im Jahr 2012 dem HC Leipzig an. Zwei Jahre später wechselte sie zur HSG Blomberg-Lippe. Für Blomberg lief sie in ihrer ersten Saison sowohl in der Bundesliga als auch im Europapokal auf. Im Januar 2015 musste sie aufgrund eines Ermüdungsbruches im rechten Fuß zwei Monate pausieren. Nach ihrer Rekonvaleszenz wurde sie im Jahr 2015 mit der A-Jugend der HSG deutsche Vizemeisterin. In der Folgesaison war Mitrović mit 116 Treffern eine der torgefährlichsten Spielerinnen im Bundesligakader der HSG Blomberg-Lippe. Aufgrund eines Bruchs des Kahnbeins musste sie die Saison vorzeitig beenden.
Mitrović wechselte im Sommer 2017 zum Bundesligakonkurrenten Thüringer HC. Mit dem THC gewann sie 2018 die deutsche Meisterschaft. Trotz einer mehrmonatigen Verletzungspause aufgrund eines Radiuskopfbruchs steuerte sie 56 Treffer zum Erfolg bei. Im Oktober 2018 wurde ihr Vertrag beim THC aufgelöst und sie schloss sich dem französischen Erstligisten Nantes Atlantique Handball an. Mit Nantes gewann sie die EHF European League 2020/21. Seit der Saison 2023/24 steht sie beim französischen Erstligisten OGC Nice Côte d’Azur Handball unter Vertrag.

### In Auswahlmannschaften
Mitrović gehörte dem Kader der deutschen Jugendnationalmannschaft an. Bei der U-18-Weltmeisterschaft 2014 gewann sie mit der deutschen Auswahl die Silbermedaille. Im Turnierverlauf warf sie 14 Tore. Anschließend legte sie eine dreijährige Länderspielpause ein, um anschließend für Serbien auflaufen zu dürfen. Für die serbische Nationalmannschaft bestritt sie bislang acht Länderspiele.

## Sonstiges
Ihre Mutter Milena lief insgesamt 13 Jahre in der höchsten jugoslawischen Handballliga auf.